# Guerra colombo-ecuatoriana
La guerra colombo-ecuatoriana fue una serie de conflictos armados librados entre las repúblicas de Colombia y Ecuador, a raíz de diferencias territoriales y políticas, entre 1862 y 1863.

## Antecedentes
En la Confederación Granadina (actual Colombia), el gobierno del conservador Mariano Ospina Rodríguez se enfrentó a un levantamiento liberal liderado por el gobernador del Estado Federal del Cauca Tomás Cipriano de Mosquera en 1860, que rápidamente se convirtió en una guerra civil en todo el país. Se libraron numerosas batallas antes de que las fuerzas liberales tomaran la ciudad de Bogotá en 1861, se apoderaran del presidente y proclamaran dictador al general Mosquera. Sin embargo, la guerra continuó con numerosos líderes conservadores ansiosos por recuperar el gobierno. Uno de los conservadores enfrentados a Mosquera fue el poeta Julio Arboleda Pombo, quien también había sido elegido presidente por los conservadores en medio de la conflagración. 
Sobre las causas de la guerra difieren los historiadores colombianos y ecuatorianos; para los primeros fue una invasión encabezada por el presidente García Moreno con el fin de modificar las fronteras, para los segundos las fuerzas conservadoras colombianas ingresaron a territorio ecuatoriano el 19 de junio de 1862 persiguiendo a algunos liberales. Cuando el general Vicente Fierro, jefe del Resguardo Rumichaca, intentaba impedir la invasión, fue atacado por el comandante colombiano Matías Rosero, a lo que García Moreno respondería con un ejército de 1 200 hombres, mientras que Arboleda movilizaría 900 soldados, encabezada su Primera Columna por el coronel José Antonio Eraso y la Segunda Columna por el alcalde de Pasto, coronel José Francisco Zarama. Ambos ejércitos se encontrarían entonces en Tulcán (Ecuador).

## Desarrollo de la guerra

### Batalla de Tulcán
El 31 de julio de 1862, en la ciudad ecuatoriana de Tulcán, se produjo un enfrentamiento donde al menos 1 450 soldados ecuatorianos al mando de Gabriel García Moreno se enfrentaron a 1 500 granadinos comandados por Julio Arboleda Pombo, con resultado de victoria para la Confederación Granadina. García Moreno fue hecho prisionero pero luego liberado. El 8 de agosto de aquel año se celebraron dos tratados de paz el uno público en el que nada se exigía al país vencido. En cambio en el otro García Moreno, que comulgaba en ideas políticas con Arboleda, se comprometía a auxiliar con dinero, ropa y elementos bélicos a esta fracción política para que continuara la lucha contra el Gobierno de Mosquera.
Desde este evento las relaciones entre ambos mandatarios se deterioro bastante. De hecho, García Moreno nunca entregó lo acordado porque según declararía, el legislativo prohibió inmiscuirse en asuntos internos de Colombia.

### Final de la Guerra de las Soberanías
El 12 de noviembre de 1862, Arboleda, al saber la derrota de Rafael María Giraldo en Santa Bárbara, contramarchó hacia Pasto. Se había quedado atrás del ejército, y al pasar por la montaña de Berruecos, un asesino que estaba emboscado le disparó su fusil y le dio muerte debido a sus heridas al día siguiente, dando un golpe mortal a la resistencia conservadora.
Así, tras el final de la Guerra de las soberanías, Mosquera fue a Antioquia, asumió el gobierno de ese Estado, y llamó a una convención de los mandatarios de los demás Estados, la cual se instaló el 4 de febrero de 1863 en la ciudad de Rionegro y en ella se le dio al país el nombre de Estados Unidos de Colombia. Posteriomente se promulgó el 8 de mayo la Constitución de Rionegro, cuyo Artículo 90 decía:

El Poder Ejecutivo iniciará negociaciones con los Gobiernos de Venezuela y Ecuador para la unión voluntaria de las tres secciones de la antigua Colombia, en nacionalidad común bajo una forma republicana, democrática y federal, análoga a la establecida en la presente Constitución, y especificada, llegado el caso, por una convención general constituyente.

.
Ecuador envió al ministro y diplomático Antonio Flores, quien llegó a un acuerdo con el gobierno mosquerista, pero el presidente ecuatoriano Gabriel García Moreno hizo caso omiso del tratado y expidió pasaporte al Encargado de Negocios de Colombia en Quito e intimó a los cónsules del mismo país para que abandonasen el territorio ecuatoriano en el perentorio término de veinte horas. Al propio tiempo terminó la formación de los batallones que debían seguir inmediatamente a la frontera y permitió el ingreso en ellos de todos los conservadores colombianos asilados en el Ecuador.
Ante la imposibilidad de alcanzar un tratado de unificación federal, el 15 de agosto de 1863, Mosquera en una proclama a los caucanos en Popayán, fustigó al Gobierno ecuatoriano contra el cual incitaba a la audiencia a libertar religiosamente a los "colombianos del sur" y hacer triunfar los principios liberales sobre la opresión de la iglesia, uniendose a la victoriosa Guardia Colombiana:

(...) Venid conmigo á los confines del Sur á afianzar la libertad y unificarnos por sentimientos fraternales con los colombianos del Ecuador, que necesitan no nuestras armas sino nuestros buenos oficios, para hacer triunfar el principio republicano sobre la opresión teocrática que se quiere fundar en la tierra de Atahualpa que, la primera en Colombia, invocó la libertad y el derecho en 1809. Os acompañará la valiente guardia colombiana, compuesta de hijos de todos los Estados, vencedores con vosotros y como vosotros en mil combates. (...)

.
A consecuencia de esta proclama, García Moreno dió plenos poderes a su ministro Flores, para que se entendiese con Mosquera y pidiese una explicación de aquella proclama.
En Ecuador se decía que el Mosquera tenía la intención de entregar parte del territorio ecuatoriano a Perú y que quería que regresara a la Presidencia del Ecuador el general José María Urbina, enemigo acérrimo de García Moreno. Al mismo tiempo, los liberales colombianos acusaron a García Moreno de querer adueñarse de la provincia de Pasto y parte del Territorio del Caquetá (actual Putumayo), y de pretender apoyar a los conservadores.
Finalmente, el Consejo de Estado del Ecuador resolvió declarar la guerra el 27 de octubre de 1863 por considerarla inevitable y que con una espera indefinida las fuerzas organizadas del Ecuador entrarían en desaliento, comenzarían las deserciones, y la industria y la agricultura sufrirían graves e irreparables perjuicios; además se presentarían como aliados del partido conservador y el general Leonardo Canal debía venir a continuar las operaciones militares contra Mosquera, a quien se estimaba imposible que se sometiese a un arbitramento con arreglo al tratado vigente de 1856.
Por su parte, el general Mosquera, en un Manifiesto que dirigió al pais, enumeró los agravios que motivaban la aceptación de la guerra: la jornada de Tulcán y el tratado adicional celebrado con Julio Arboleda; el Concordato celebrado entre el Representante del Ecuador y la Santa Sede; el establecimiento de los jesuítas en el Ecuador; la residencia en Quito de un Delegado Apostólico; el destierro de algunos ecuatorianos al Napo y el no haber concurrido García Moreno a la entrevista del Carchi, sino su ministro Antonio Flores. El 2 de noviembre dió un decreto en que prohibía todo tráfico y comercio con el país vecino,   declaraba teatro de operaciones militares Pasto, Túquerres, Ipiales y Barbacoas, dispuso que el Procurador General se encargase del Poder Ejecutivo y se declaró en ejercicio de la dirección suprema de la guerra.

### Toma de Pasto
Ecuador se fue a la guerra enviando al territorio colombiano al general Juan José Flores, quien se apoderó de Tumaco y Túquerres con al menos 9000 hombres. Mosquera salió a combatir a Flores con 5 000 infantes, 1 000 jinetes y algunas piezas de artillería, quedando a cargo del gobierno el colombiano Juan Agustín Uricoechea.
Mosquera llegó al territorio de lo que hoy es el departamento de Nariño, iniciándose escaramuzas y pequeños combates en los que los enemigos se reconocían entre sí. La fuerza de los ecuatorianos descansaba en su caballería, pero no fue hasta diciembre que el ejército se arriesgó en la batalla. Los ecuatorianos habían cruzado la frontera el 21 de noviembre de ese año. La intención de los ecuatorianos, aparte de las disputas políticas entre los dos gobiernos, fue la anexión de la región de Pasto, que consideraban como propia.

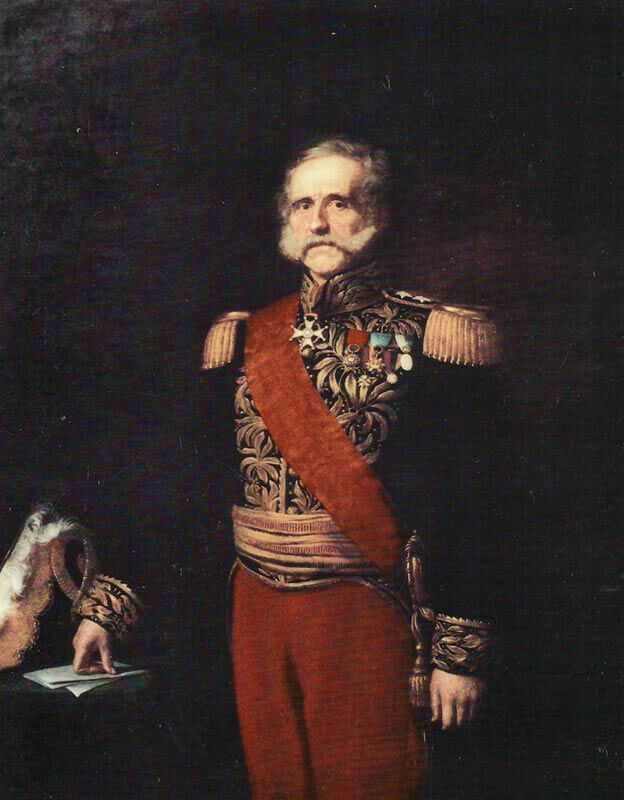
Tomas Cipriano de Mosquera presidente de Colombia y comandante del ejército durante la guerra.

Tomás Cipriano de Mosquera dejó 2 000 de sus hombres en San Juan de Pasto y avanzó con 1 000 soldados de vanguardia para enfrentar al enemigo, esperándolo en el pueblo de Guachucal, cerca de Túquerres, pero viendo la superioridad numérica del enemigo, decidió retirarse y ordenó al resto de sus tropas abandonar Pasto para unir sus fuerzas. La ciudad fue inmediatamente ocupada por los ecuatorianos mientras varios batallones de soldados colombianos conservadores desertaron y pasaron a apoyar a las fuerzas invasoras.

### Batalla del Puente de Malavar
El 26 de noviembre Mosquera avanzó con sus tropas hasta Sapuyes, cercana a Túquerres, y luego Chaitán donde dividió sus fuerzas en dos, una atacó el puente de Malavar y otra el de San Guillermo, posiciones que defendía el general ecuatoriano Manuel Tomás Maldonado, siendo rechazado en ambas ocasiones. En esos momentos Mosquera se hallaba en la planicie de Chupadero y Maldonado aconsejó a Flores atacar al enemigo en retirada con la caballería, lo que fue rechazado por este último.
El ejército colombiano tras su derrota entonces optó por moverse continuamente, evitando así presentar batalla hasta haberse reagrupado completamente, y entrando finalmente en territorio enemigo.

### Batalla de Cuaspud
Mosquera finalmente se atrincheró en Cuaspud el 3 de diciembre, donde tres días después ocurrió la decisiva batalla de Cuaspud, en la cual los ecuatorianos sufrieron una gran derrota. Mosquera, después de la batalla, avanzó hasta Carlosama, donde estableció su cuartel militar. El día 7 de diciembre recibió una carta de Flores, fechada en Tusa, en la cual proponía la paz. El presidente colombiano accedió a ello, y para negociarla encargó al general Antonio Gonzales Carazo; el 21 de diciembre se firmó en Ibarra el armisticio.

## Consecuencias
Tras el tratado de paz en la hacienda Pinzaquí y el posterior armisticio de Ibarra, la guerra se da por concluida, afirmando los colombianos la soberanía de los territorios de Pasto que Ecuador reclamaba como suyos.